# Charles Heywood
Charles Heywood (sinh ngày 3 tháng 10 năm 1839 mất ngày 26 tháng 2 năm 1915) là Tham mưu trưởng Thủy quân lục chiến Hoa Kỳ thứ 9. Ông là sĩ quan có hơn 45 năm kinh nghiệm và là người đầu tiên được phong hàm thiếu tướng trong binh chủng thủy quân lục chiến Hoa Kỳ. Trong nhiệm kỳ ông làm tham mưu trưởng, quân số của quân đoàn thủy quân lục chiến đã tăng gấp 3 lần, từ 2175 quân lên tổng số 7810 quân.

### Tư liệu
- "Major General Charles Heywood, USMC". Who's Who in Marine Corps History. United States Marine Corps History Division. Bản gốc lưu trữ ngày 15 tháng 6 năm 2011. Truy cập ngày 28 tháng 3 năm 2009.
- Hamersly, Lewis Randolph (1889). The Records of Living Officers of the U.S. Navy and Marine Corps . Truy cập ngày 9 tháng 4 năm 2007. {{Chú thích sách}}: Đã bỏ qua |work= (trợ giúp)
- Allan Reed Millett and Jack Shulimson, biên tập (2004). "Chapter 9: Charles Heywood". Commandants of the Marine Corps. Annapolis, Maryland: Naval Institute Press. tr. 115–145. ISBN 978-0-87021-012-9.